# Constant
Flavius Iulius Constans (n. 320 d.Hr., Italia – d. 18 ianuarie 350 d.Hr., Elne, Languedoc-Roussillon, Franța) a fost împărat roman care a domnit din 337 până în 350.

## Biografie
Fiul cel mai mic al lui Constantin cel Mare și al Faustei, ridicat în 335 la rang de caesar, Constant devine în 337, la moartea tatălui său, împreună cu cei doi frați, Constantin II și Constanțiu II, augustus, încredințându-i-se guvernarea Italiei, Illyricum-ului și Africii. Încercarea lui Constantin II de a-l tutela, urmată de invadarea Italiei, se soldează cu moartea acestuia în lupta de la Aquileia (340), Constant extinzându-și stăpânirea și asupra Galliei, Hispaniei și Britanniei. 
Severitatea atitudinii față de armată și austeritatea politicii sale fiscale declanșează conspirația lui Flavius Magnus Magnentius care este proclamat împărat la Autun, în Galia. Nevoit să fugă, Constant a fost ucis în apropiere de Pirinei, în anul 350.